# ジョー・ヒル
ジョー・ヒル（Joe Hill、1972年6月4日 - ）、本名 Joseph Hillstrom King はアメリカ合衆国の小説家、漫画原作者。父親は著名な小説家スティーヴン・キング。

## 略歴
ジョー・ヒルはスティーヴン・キングとタビサ・キングの第二子として生まれる。メイン州バンゴールで育つ。弟オーウェン・キングも作家であり、ヒル自身は三人の息子を持つ。
1997年、スティーヴン・キングの息子であるということを隠し、自分の力で成功を勝ち取るため、本名 Joseph Hillstrom King を簡略化し、処刑された労働運動家 Joe Hill にも因んだ「ジョー・ヒル」をペンネームに選択する。幾つかの成功を経て、バラエティ紙による暴露記事の後、2007年に自身の素性を認める。
2007年2月第一長編『ハートシェイプト・ボックス』を発表。3月には限定版も併せて刊行され、出版に先んじて数ヶ月も前に売り切れ、4月1日にはニューヨーク・タイムズのベストセラー・リストに名を連ねた。
2022年、短編『黒電話』が、監督・スコット・デリクソン、主演・イーサン・ホークで『ブラック・フォン』として映画化された。

## 作品リスト
- 20世紀の幽霊たち (20th Century Ghosts , 2005) - 短編集。2006年ブラム・ストーカー賞、英国幻想文学大賞、国際ホラー作家協会賞受賞（それぞれ短編集部門）
  - 邦訳・小学館文庫（2008年9月5日）ISBN 978-4-09-408134-3
  - 【改題】ブラック・フォン - 邦訳・ハーパーBOOKS（2022年7月20日）ISBN 978-4-596-31925-8
- ハートシェイプト・ボックス (Heart-Shaped Box , 2007) - 2008年ブラム・ストーカー賞、ローカス賞受賞（それぞれ第一長編部門）
  - 邦訳・小学館文庫（2007年12月4日）ISBN 978-4-09-408130-5
- ポップ・アート (Pop Art , 2007) - 小冊子
- ロック&キー (Locke & Key , 2008) - ガブリエル・ロドリゲス 絵による漫画
  - 邦訳・飛鳥新社（2015年8月）VOL.1 ISBN 978-4-86410-417-3
- ホーンズ 角 (Horns , 2010) [2][3][4]
  - 邦訳・小学館文庫（2012年4月6日）ISBN 978-4-09-408465-8
- NOS4A2-ノスフェラトゥ- (NOS4A2 , 2013)
  - 邦訳・小学館文庫（2014年5月8日）上巻 ISBN 978-4-09-408809-0 下巻 ISBN 978-4-09-408810-6
- ファイアマン（The Fireman , 2016)
  - 邦訳・小学館文庫（2018年8月7日）上巻 ISBN 978-4-09-406445-2 下巻 ISBN 978-4-09-406446-9
- 怪奇日和（Strange Weather , 2017） - 中編集
  - 邦訳・ハーパーBOOKS（2019年9月20日）ISBN 978-4-596-54123-9
- 怪奇疾走（Full Throttle , 2019） - 短編集
  - 邦訳・ハーパーBOOKS（2021年6月20日）ISBN 978-4-596-54158-1

### 短編
- The Lady Rests (1997)
- The Collaborators (1998)
- うちよりここのほうが (Better Than Home , 1999) - 短編集『20世紀の幽霊たち』に収録
- 救われし者 (The Saved , 2001) - 同上
- ポップ・アート (Pop Art , 2001) - 同上
- 二十世紀の幽霊 (20th Century Ghost , 2002) - 同上
- 寡婦の朝食 (The Widow's Breakfast , 2002) - 同上
- 蝗の歌をきくがよい (You Will Hear the Locust Sing , 2004) - 同上
- アブラハムの息子たち (Abraham's Boys , 2004) - 同上
- 黒電話 (The Black Phone , 2004) - 同上
- 死樹 (Dead-Wood , 2005) - 同上
- 末期の吐息 (Last Breath , 2005) - 同上
- 年間ホラー傑作選 (Best New Horror , 2005) - 同上。2006年ブラム・ストーカー賞長編部門、英国幻想文学大賞短編部門受賞。
- 自発的入院 (Voluntary Committal , 2005) - 同上。2006年世界幻想文学大賞ノヴェラ部門受賞。
- 挟殺 (In the Rundown , 2005) - 同上
- シェヘラザードのタイプライター (Scheherazade's Typewriter , 2005) - 同上。「謝辞」の中に含まれる。
- マント (The Cape , 2005) - 同上
- おとうさんの仮面 (My Father's Mask , 2005) - 同上
- ボビー・コンロイ、死者の国より帰る (Bobby Conroy Comes Back from the Dead , 2005) - 同上
- Thumbprint (2007)
- Jude Confronts Global Warming (2007)
- Gunpowder (2008)
- Throttle (2009) - スティーヴン・キングと共作
- The Devil on the Staircase (2009)